# ファビアン・リーダー
ファビアン・リーダー（Fabian Rieder、2002年2月16日 - ）は、スイス・コッピゲン出身のサッカー選手。スタッド・レンヌ所属。スイス代表。ポジションはMF。

## 経歴

### クラブ
2017年にBSCヤングボーイズの下部組織に入団し、2020年10月17日、セルヴェットFCとのリーグ戦でトップチームデビューを果たした。トップチーム2シーズン目にあたる2021-22シーズンは、UEFAチャンピオンズリーグにてグループステージ全6試合に出場し、オールド・トラッフォードで行われたマンチェスター・ユナイテッドFCとの試合ではUEFA主催大会における初得点を挙げた。
2022年7月7日、ヤングボーイズとの契約を2025年6月末まで延長した。
2023年8月31日、4年契約でスタッド・レンヌに移籍した。

### 代表
2022年11月9日、A代表未経験ながら2022 FIFAワールドカップに臨むスイス代表に招集された。11月25日、グループリーグのカメルーン代表戦にて、81分に途中交代でピッチに入り、スイス代表デビューを飾った。

## 代表歴

### 出場大会
- スイス代表
  - 2022 FIFAワールドカップ
  - UEFA EURO 2024

### 試合数
- 国際Aマッチ 4試合 0得点（2022年-）[8]

| スイス代表 | 国際Aマッチ | 国際Aマッチ |
| 年         | 出場        | 得点        |
| ---------- | ----------- | ----------- |
| 2022       | 2           | 0           |
| 2023       | 2           | 0           |
| 2024       |             |             |
| 通算       | 4           | 0           |

## タイトル
ヤングボーイズ
- スイス・スーパーリーグ: 2020-21, 2022-23
- スイス・カップ: 2022-23